# Conor Henderson
Conor Alan Henderson (* 8. září 1991, Sidcup, Spojené království) je irský fotbalista, který v současnosti hraje za Coventry City, kde je na hostování z Arsenalu.

## Klubová kariéra

### Arsenal
Conor Henderson je produktem akademie Arsenalu, který na sebe poprvé výrazně upozornil v FA Youth Cupu v sezoně 2008-09 a lize rezerv, kde se s Arsenalem v sezonách 2008-09 a 2009-10 umístil na prvním místě. Ke konci sezony 2009-10 byl poprvé nominován k zápasu prvního týmu, ovšem zápasy s Wiganem a Blackburnem strávil pouze na lavičce náhradníků. Debut si odbyl o rok později, kdy 2. března 2011 odehrál celý zápas v opakovaném utkání FA Cupu proti Leytonu Orient.
Před sezonou 2011-12 se Conor připojil k prvnímu týmu, aby s ním absolvoval letní přípravu. Ovšem během přátelského utkání proti německému 1. FC Köln si poranil křížové vazy, což ho vyřadilo na velkou část sezony ze hry.

## Trofeje

### Klubové
Arsenal
- Premier Academy League: 2008–09, 2009-10
- FA Youth Cup: 2008–09